# 龟甲贝属
龟甲贝属（学名：Chelycypraea）为宝贝科的一个属。

## 下级分类
本属包括以下物种：
- 龟甲贝 Chelycypraea testudinaria (Linnaeus, 1758)